# Le Valdécie
Le Valdécie és un municipi francès situat al departament de la Manche i a la regió de Normandia. L'any 2007 tenia 119 habitants.

## Demografia

### Població
El 2007 la població de fet de Le Valdécie era de 119 persones. Hi havia 40 famílies de les quals 12 eren unipersonals (12 dones vivint soles i 12 dones vivint soles), 8 parelles sense fills, 16 parelles amb fills i 4 famílies monoparentals amb fills.
La població ha evolucionat segons el següent gràfic:
Habitants censats

### Habitatges
El 2007 hi havia 74 habitatges, 49 eren l'habitatge principal de la família, 16 eren segones residències i 9 estaven desocupats. Tots els 73 habitatges eren cases. Dels 49 habitatges principals, 39 estaven ocupats pels seus propietaris, 6 estaven llogats i ocupats pels llogaters i 4 estaven cedits a títol gratuït; 2 tenien dues cambres, 7 en tenien tres, 9 en tenien quatre i 31 en tenien cinc o més. 40 habitatges disposaven pel capbaix d'una plaça de pàrquing. A 21 habitatges hi havia un automòbil i a 22 n'hi havia dos o més.

### Piràmide de població
La piràmide de població per edats i sexe el 2009 era:
| Homes | Edats   | Dones |
| ----- | ------- | ----- |
| 0     | 95 o +  | 0     |
| 0     | 90 a 94 | 0     |
| 0     | 85 a 89 | 0     |
| 4     | 80 a 84 | 0     |
| 4     | 75 a 79 | 0     |
| 0     | 70 a 74 | 4     |
| 8     | 65 a 69 | 8     |
| 0     | 60 a 64 | 4     |
| 8     | 55 a 59 | 0     |
| 0     | 50 a 54 | 4     |
| 0     | 45 a 49 | 0     |
| 4     | 40 a 44 | 4     |
| 12    | 35 a 39 | 12    |
| 4     | 30 a 34 | 8     |
| 0     | 25 a 29 | 0     |
| 4     | 20 a 24 | 0     |
| 4     | 15 a 19 | 4     |
| 4     | 10 a 14 | 12    |
| 4     | 5 a 9   | 0     |
| 4     | 0 a 4   | 8     |

## Economia
El 2007 la població en edat de treballar era de 72 persones, 53 eren actives i 19 eren inactives. De les 53 persones actives 47 estaven ocupades (30 homes i 17 dones) i 6 estaven aturades (3 homes i 3 dones). De les 19 persones inactives 7 estaven jubilades, 3 estaven estudiant i 9 estaven classificades com a «altres inactius».

### Ingressos
El 2009 a Le Valdécie hi havia 48 unitats fiscals que integraven 124 persones, la mediana anual d'ingressos fiscals per persona era de 17.200 €.

### Activitats econòmiques
Dels 3 establiments que hi havia el 2007, 1 era d'una empresa de construcció, 1 d'una empresa de comerç i reparació d'automòbils i 1 d'una empresa de serveis.
L'únic servei als particulars que hi havia el 2009 era una lampisteria.
L'any 2000 a Le Valdécie hi havia 13 explotacions agrícoles que ocupaven un total de 324 hectàrees.

## Poblacions més properes
El següent diagrama mostra les poblacions més properes.